# Episodi di Masters of Sex (prima stagione)
La prima stagione della serie televisiva Masters of Sex è stata trasmessa in prima visione negli Stati Uniti d'America dal canale via cavo Showtime dal 29 settembre al 15 dicembre 2013.
In Italia, la stagione è andata in onda in prima visione assoluta sul canale satellitare Sky Atlantic dal 9 giugno all'11 agosto 2014. È stata trasmessa in chiaro dal 2 luglio al 6 agosto 2019 su Cielo.
Al termine di questa stagione esce dal cast principale Nicholas D'Agosto.
| nº | Titolo originale     | Titolo italiano          | Prima TV USA      | Prima TV Italia |
| -- | -------------------- | ------------------------ | ----------------- | --------------- |
| 1  | Pilot                | Episodio pilota          | 29 settembre 2013 | 9 giugno 2014   |
| 2  | Race to Space        | Corsa allo spazio        | 6 ottobre 2013    | 9 giugno 2014   |
| 3  | Standard Deviation   | Deviazione standard      | 13 ottobre 2013   | 16 giugno 2014  |
| 4  | Thank You For Coming | Grazie per essere venuti | 20 ottobre 2013   | 23 giugno 2014  |
| 5  | Catherine            | Catherine                | 27 ottobre 2013   | 30 giugno 2014  |
| 6  | Brave New World      | Un mondo nuovo           | 3 novembre 2013   | 7 luglio 2014   |
| 7  | All Together Now     | Tutti insieme            | 10 novembre 2013  | 14 luglio 2014  |
| 8  | Love and Marriage    | Amore e matrimonio       | 17 novembre 2013  | 21 luglio 2014  |
| 9  | Involuntary          | Movimenti involontari    | 24 novembre 2013  | 28 luglio 2014  |
| 10 | Fallout              | Ricaduta                 | 1º dicembre 2013  | 4 agosto 2014   |
| 11 | Phallic Victories    | Vittorie falliche        | 8 dicembre 2013   | 11 agosto 2014  |
| 12 | Manhigh              | Nuovi orizzonti          | 15 dicembre 2013  | 11 agosto 2014  |

## Episodio pilota
- Titolo originale: Pilot
- Diretto da: John Madden
- Scritto da: Michelle Ashford

### Trama
Il dottor William Masters gestisce uno studio medico di successo e simultaneamente svolge una ricerca segreta sulla sessualità umana. Virginia Johnson, una segreteria con un passato da cantante di night club, si rivela una risorsa per il lavoro di Masters e per questo viene assunta dallo stesso. Dopo aver analizzato le prime reclute avere un rapporto di coppia, Bill propone a Virginia di avere un rapporto sessuale reciproco per evitare che avvenga un'immedesimazione con i pazienti ed essere in grado di interpretare i dati di prima mano.
- Guest star: Beau Bridges (Barton Scully), Heléne Yorke (Jane Martin), Annaleigh Ashford (Betty Dimello), Roslyn Ruff (Josephine May), Margo Martindale (Miss Horchow).
- Ascolti USA: telespettatori 998 000[3]

## Corsa allo spazio
- Titolo originale: Race to Space
- Diretto da: Michael Dinner
- Scritto da: Michelle Ashford

### Trama
Virginia declina l'offerta avanzata da Bill e pensa che la sua linea di condotta sia la migliore, anche se l'uomo non è d'accordo e la licenzia. Alla fine, però, Masters ha bisogno del suo aiuto per gestire il caos creatosi dovendo continuare i suoi esperimenti sulla sessualità umana in un bordello, quindi la riassume.
- Guest star: Beau Bridges (Barton Scully), Heléne Yorke (Jane Martin), Annaleigh Ashford (Betty Dimello), Brian Howe (Sam Duncan), Elizabeth Dennehy, Rae Foster (Dottie), April Parker Jones (Signora Katcher), Ruby Lewis (Connie), Nicholle Tom (Maureen), Ellen Wroe (Ginger).
- Ascolti USA: telespettatori 1 090 000 [4]

## Deviazione standard
- Titolo originale: Standard Deviation
- Diretto da: Lawrence Trilling
- Scritto da: Sam Shaw

### Trama
Avendo la ricerca al bordello creato dati imprecisi, Masters prova e riesce a riottenere il suo studio in ospedale ricattando Scully con i dati raccolti da un prostituto omosessuale, Dale. Libby, intanto, scopre di essere incinta.
- Guest star: Beau Bridges (Barton Scully), Julianne Nicholson (Lillian DePaul), Annaleigh Ashford (Betty Dimello), Finn Wittrock (Dale), Mae Whitman (Studentessa universitaria), Greg Grunberg (Gene Moretti), Lauren Weedman, Rae Foster (Dottie), Nicholle Tom (Maureen), Ellen Wroe (Ginger), Bobby Campo (Carl), David Ury, Marlane Barnes (Gladys), Jennifer Holloway (Ramona).
- Ascolti USA: telespettatori 1 042 000 [5]

## Grazie per essere venuti
- Titolo originale: Thank You For Coming
- Diretto da: Jennifer Getzinger
- Scritto da: Amy Lippman

### Trama
Bill e Virginia reclutano nuovi partecipanti per lo studio. Ad esso, si iscrive anche l'ex marito della Johnson senza il permesso di quest'ultima. La madre di Masters va a fargli visita, riportando alla mente dell'uomo gli abusi subiti durante l'infanzia dal padre e l'indifferenza della madre.
- Guest star: Ann Dowd (Estabrooks Masters), Rose McIver (Vivian Scully), Mather Zickel (George Johnson), Michael Mantell (Byron), Martha Hackett (Shirley), Emily Bridges (Velma), Dean Chekvala (Signor Zelinsky), Kira Sternbach (Marjorie).
- Ascolti USA: telespettatori 1 012 000 [6]

## Catherine
- Titolo originale: Catherine
- Diretto da: Michael Apted
- Scritto da: Sam Shaw e Michelle Ashford

### Trama
Libby perde la figlia Catherine ancora prima della sua nascita. Masters rivela la sofferenza per l'accaduto a Virginia che nel frattempo deve affrontare un serio discorso con il figlio Henry.
- Guest star: Beau Bridges (Barton Scully), Heléne Yorke (Jane Martin), Ann Dowd (Estabrooks Masters), Rose McIver (Vivian Scully), Joseph Lyle Taylor (Stan), Garrett M. Brown (Doug Fitzhugh) e Allison Janney (Margaret Scully), Cole Sand (Henry Johnson), Kyle Jones (Glenn), Emily Anne Davenport (Patty), Romina Bovolini (F-102), Kandis Erickson (Pam), Cheryl Bricker (Infermiera), Mike Peebler (Anestesista).
- Ascolti USA: telespettatori 1 009 000 [7]

## Un mondo nuovo
- Titolo originale: Brave New World
- Diretto da: Adam Davidson
- Scritto da: Lyn Greene e Richard Levine

### Trama
- Guest star: Beau Bridges (Barton Scully), Heléne Yorke (Jane Martin), Rose McIver (Vivian Scully), Finn Wittrock (Dale), Alan Ruck (Psichiatra di Langham), Barry Bostwick (Morris), Ann Cusack (Harriet), Caroline Lagerfelt (Barb), Joan Severance (Lenora), Julianne Nicholson (Lillian DePaul) e Allison Janney (Margaret Scully), Mary Passeri (Jean Richards), Leah Costello (Louise), Rachel Kimsey (Nessie Lawson), Helen Wilson (Anna Freud), Kristen Kollender (Addetta alla reception), Eileen Grubba (Lucille).
- Ascolti USA: telespettatori 933 000[6]

## Tutti insieme
- Titolo originale: All Together Now
- Diretto da: Tim Fywell
- Scritto da: Tyler Bensinger

### Trama
- Guest star: Beau Bridges (Barton Scully), Heléne Yorke (Jane Martin), Rose McIver (Vivian Scully), Finn Wittrock (Dale), Alan Ruck (Psichiatra di Langham), John Pollono (David Haas) e Allison Janney (Margaret Scully), Brian R. Norris (Jake Prescott), Shanna Collins (JoBeth Prescott), Micah Hauptman (Kyle), Pepper Binkley (Adelaide), Michael Dunn.
- Ascolti USA: telespettatori 1 095 000[8]

## Amore e matrimonio
- Titolo originale: Love and Marriage
- Diretto da: Michael Apted
- Scritto da: Tyler Bensinger (soggetto); Michael Cunningham (sceneggiatura)

### Trama
- Guest star: Beau Bridges (Barton Scully), Julianne Nicholson (Lillian DePaul), Heléne Yorke (Jane Martin), Rose McIver (Vivian Scully), Finn Wittrock (Dale), James Eckhouse (Dottore), Flex Alexander (Walter), Kevin Christy (Lester Linden), Elizabeth Bogush (Elise Langham) e Allison Janney (Margaret Scully), Cole Sand (Henry Johnson), Kayla Madison (Tessa Johnson), Logan Fahey (Travis Banks), Brittany Shaw (Colleen), Adam Silver (Tim Deasy).
- Ascolti USA: telespettatori 1 050 000[9]

## Movimenti involontari
- Titolo originale: Involuntary
- Diretto da: Jennifer Getzinger
- Scritto da: Noelle Valdivia

### Trama
- Guest star: Heléne Yorke (Jane Martin), Julianne Nicholson (Lillian DePaul), Ann Dowd (Estabrooks Masters), Rose McIver (Vivian Scully), Kevin Christy (Lester Linden), Doug McKeon (Reverendo Peter Mayfair), Tim Ransom (Dottor Rish), Rob Kerkovich (Jeremy), Ben Guillory (Eustace), Claire van der Boom (Shirley), Bug Hall (Schacter), Gil McKinney (Charles), Kate Fuglei (Marie), Jeff Doucette (Signor Langshaw).
- Ascolti USA: telespettatori 1 128 000[10]

## Ricaduta
- Titolo originale: Fallout
- Diretto da: Lesli Linka Glatter
- Scritto da: Sam Shaw

### Trama
- Guest star: Beau Bridges (Barton Scully), Julianne Nicholson (Lillian DePaul), Heléne Yorke (Jane Martin), Kevin Christy (Lester Linden), Spencer Garrett (Beckett), Garrett M. Brown (Doug Fitzhugh), Anne Dudek (Rosalie), Joan Severance (Leona), Mary Passeri (Jean Richards), Betsy Zajko (Ruby) e Allison Janney (Margaret Scully), Molly Hagan (Sybil), Zak Barnett (Ted), Ashley Johnson (Flora Banks), Carrie Wiita (Penny), Jennifer Holloway (Ramona), Marlane Barnes (Gladys), Nealla Gordon (Infermiera Lang), Milissa Skoro (Audrey), Kelly Lynn Warren (Gwynne).
- Ascolti USA: telespettatori 1 076 000[11]

## Vittorie falliche
- Titolo originale: Phallic Victories
- Diretto da: Phil Abraham
- Scritto da: Amy Lippman

### Trama
- Guest star: Heléne Yorke (Jane Martin), Julianne Nicholson (Lillian DePaul), Mather Zickel (George Johnson), Michael Cassidy (Dottor Malcolm Toll), Amanda Jane Cooper (Sissy), Cole Sand (Henry Johnson), Kayla Madison (Tessa Johnson), Evan Arnold (Dottor Ditmer), Rebecca Staab (Enid), Rebecca Larsen (Betsy), Liv von Oelreich (Diana), Patty Cornell (Louise).
- Ascolti USA: telespettatori 1 234 000[12]

## Nuovi orizzonti
- Titolo originale: Manhigh
- Diretto da: Michael Dinner
- Scritto da: Michelle Ashford

### Trama
- Guest star: Beau Bridges (Barton Scully), Julianne Nicholson (Lillian DePaul), Heléne Yorke (Jane Martin), Kevin Christy (Lester Linden), Garrett M. Brown (Doug Fitzhugh), Jason Kravits (Dottore), James Eckhouse (Chuck Ingram), Robert Joy (Dottor Ellenberg) e Allison Janney (Margaret Scully), Cole Sand (Henry Johnson), Kayla Madison (Tessa Johnson), Tim Ransom (Dottor Rish), Linara Washington (Lini), Blake Robbins (Guardia di sicurezza Brown).
- Ascolti USA: telespettatori 1 207 000[13]